# 川崎裕子
川崎 裕子（かわさき ゆうこ、1952年（昭和27年） - ）は、日本の弁護士。横山ノック大阪府知事による強制わいせつ事件で被害者の女子学生を担当。橋下徹大阪市長のヘイトスピーチ条例の諮問に基本案を答申するなど、セクハラや人権の問題に詳しい。大阪弁護士会の副会長も務めた。

## 略歴・人物
1952年（昭和27年）大阪府生まれ。大阪府立清水谷高等学校卒業、大阪大学法学部を卒業。1978年弁護士登録。
大阪弁護士会で副会長（2009年（平成21年）度）や人権擁護委員長のほか、大阪家庭裁判所の調停委員、各自治体の人事委員会、公平委員会、情報公開審査会の会長など歴任。
大阪府では2010年10月、大阪府議OB枠を廃止後で初の収用委員会委員に就任（関西学院大学教授の前田雅子、元摂津市長の森川薫と3人）。2019年（令和元年）まで10年間、会長を務め、大阪市でも2010年4月から公益通報制度に基き審査を行う市公正職務審査委員会（市コンプライアンス委員会）委員に。また、市人権施策推進審議会の会長も務め、ヘイトスピーチ抑止策を含めた条例化を目指す橋下徹大阪市長の諮問に、ベース案を取りまとめ答申した。
そのほか公立大学法人大阪市立大学と、後継法人の公立大学法人大阪（大阪市立大学と大阪府立大学を管理・運営）で経営審議会の委員を務めている。

### 横山ノック知事の強制わいせつ事件
横山ノック大阪府知事による強制わいせつ事件では、被害者の女子学生の弁護を担当。結果的にノック辞職に繋がった。
1999年（平成11年）再選を目指すノックが知事選の最中、「運動員の女子学生の下着に手を入れ性器を触り、当日『性交するため自分の所へ訪れよ』と命令した」として、被害者の女子学生が4月9日に強制わいせつ罪でノックを大阪地方検察庁特捜部に告訴。これに対して、ノックが「事実無根」と否定し、虚偽告訴罪で女子学生を逆告訴したため、女子学生は8月3日、慰謝料など1500万円の損害賠償を求め大阪地裁に提訴。しかし、ノックは出廷せず12月13日に1100万円の賠償が命令された。その後21日ノックが知事の辞職願を提出、特捜部からも強制わいせつ罪で起訴され2000年（平成12年）8年10日に懲役1年6カ月・執行猶予3年の有罪判決を受けた。
「現職知事の性犯罪」に対する懲役1年6カ月について「量刑が軽すぎる」との声も多かったが、原告側弁護団として被害の女子学生を守った川崎は「通常の強制わいせつ事件で懲役1年を超えることはまずない」と前置きした上で「知事の犯罪という点を十分に考慮した結果」で「今後のセクハラ事件の裁判にもいい影響を与える内容」との認識を示している。

## 著書
- 『現代法律実務の諸問題　平成22年度研修版　日弁連研修叢書』（第一法規、2011年）